# 大衛·霍爾辛格
大衛·霍爾辛格（英語：David Holsinger；1945年12月26日—）是美國的管樂作曲家、指揮家。1999年起受雇於李大學，擔任管樂團指揮迄今，兼授高階器樂指揮、作曲等課程。
霍爾辛格是美國大專院校經常邀請的駐校音樂家。他是美國管樂大師協會的作曲獎得主。

## 生平

### 早年
出生於密蘇里州哈丁，陸續就學於哈丁中央高校，中央循道會大學，密蘇里州中央大學，以及堪萨斯大学等校。

### 職業生涯
1992年2月，客席指揮弗吉尼亚州第6區交響管樂團。同年他指揮了泛肯塔基州交響管樂團（Kentucky All-State Symphonic Band）。1999年4月的《演奏家》雜誌以大篇幅報導了霍爾辛格的創作。
2009年2月，客席指揮弗吉尼亚州第8區交響管樂團。2011年2月，客席指揮弗吉尼亚州第7區交響管樂團。
2015年7月，在新奧爾良參加活動期間二度中風，之後送醫治療。在經過復健後，繼續教學活動，但強度有所減低。

## 作品節選
- The Easter Symphony（復活節交響曲）
- To Tame the Perilous Skies
- Consider the Uncommon Man
- Praises
- Scrappy Bumptoe’s Picture Cards
- Ragtag Diary
- Sinfonia Voci
- The Song of Moses（摩西之歌）
- The War Trilogy: 1971
- Abram’s Pursuit
- Adagio
- Scootin’ on Hardrock

## 獲獎與榮譽
- 密蘇里州中央大學傑出校友[1]
- 中央循道會大學傑出校友
- 李大學卓越學者獎
- 年度指導者，基督徒器樂指導者協會（Christian Instrumental Directors Association），1999年[1]

## 外部連結
- 官方网站